# Nicolas Scellier
Nicolas Scellier (...) è un attore francese, che ha intrapreso la carriera cinematografica fin dalla giovane età.
Ha esordito come attore nel 1996 in un episodio della serie televisiva L'instit.
Tra i suoi lavori sono da ricordare Due mamme per papà (1998), Tout est calme (2000), Yamakasi - I nuovi samurai (2001) e Marylin et ses enfants (2003).
Dal 2003 al 2007 ha interpretato il ruolo di Romain Verdon, figliastro del commissario Lescaut nella serie televisiva Julie Lescaut.
Dopo aver recitato in Julie Lescaut, Nicolas Scellier ha abbandonato la carriera di attore.

## Filmografia
- L'instit, nell'episodio "Le Réveil" (1996)
- Quai nº 1 (Quai nº 1), nell'episodio "Les compagnons de la Loco" (1997)
- Due mamme per papà (Deux mamans pour Noël) (1998) Film TV
- Ça reste entre nous (1998)
- Commandant Nerval, negli episodi "Une femme dangereuse" (1998) e "Frères ennemis" (1998)
- Un padre inatteso (Un père inattendu) (1998) Film TV
- Tout est calme (2000)
- En vacances (2000)
- Yamakasi - I nuovi samurai (Yamakasi - Les samouraïs des temps modernes) (2001)
- Marylin et ses enfants (2003) Film TV
- Julie Lescaut (Julie Lescaut) (2003-2007) Serie TV
- La Crim', nell'episodio "Douleur assassine" (2005)
- Bella è la vita (Plus belle la vie) (2006) Serie TV